# Gabriel Casas i Galobardes
Gabriel Casas i Galobardes (Barcelona, 21 de desembre de 1892, Barcelona 14 de novembre de 1973) fou un fotògraf català. És un dels fotògrafs espanyols més importants del període d'entreguerres. Va ser dels primers a adoptar el llenguatge fotogràfic de la Nova Visió, el moviment d'arrel alemanya que va revolucionar el camp de la fotografia amb l'ús d'enquadraments sorprenents, plànols picats i contrapicats, contrastos de llums i formes, fotomuntatges. El 2015 el Museu Nacional d'Art de Catalunya li va dedicar una exposició retrospectiva entre els mesos d'abril i agost.
Nascut al si d'una família de la petita burgesia barcelonina, la seva infància va transcórrer en un ambient marcat per la vocació artística i les conviccions laiques, republicanes i catalanistes. S'inicià de ben jove en el món de la fotografia, que coneixia per tradició familiar, ja que el seu avi, Gonzalo Casas i Fontanals, era un conegut litògraf, pintor i fotògraf. Després d'una estada a l'Uruguai i l'Argentina, on treballà a casa d'un retratista, tornà a Barcelona on va obrir el seu propi estudi fotogràfic. Home inquiet, s'interessà ràpidament per les possibilitats que oferia el fotoperiodisme, en el qual s'inicià com a fotògraf esportiu. Entre 1929 i 1939 produí un gran nombre de reportatges d'altíssima qualitat que es publicaren en revistes i diaris com: L'Esport Català, Diario Oficial de la Exposición Internacional de Barcelona, Barcelona Gráfica, La Rambla, Mirador, Imatges, d'Ací i d'Allà, La Vanguardia, S'Agaró i d'altres. Tanmateix treballà com a cartellista així com a diferents regidories de l'Ajuntament de Barcelona i per a diferents departaments de la Generalitat. Finalitzada la guerra va ser perseguit i empresonat i posteriorment es dedicà a la fotografia industrial i publicitària. El seu fons personal es conserva a l'Arxiu Nacional de Catalunya. Al Museu Reina Sofia també es conserva alguna fotografia seva.

## Biografia

### Anys de formació
Durant els anys de formació de Gabriel Casas, Barcelona es va convertir en una de les capitals del modernisme europeu. L'arquitectura, la pintura, el disseny gràfic i industrial estaven molt presents a la vida de la ciutat a través de les obres dels arquitectes com Antoni Gaudí o Puig i Cadalfach, de les pintures i cartells de Ramon Casas i també de les fotografies de Pere Casas Abarca, Miquel Remon o Rafael Areñas, fotògraf pictorialista a l'estudi de qui Casas comença a treballar el 1908.
El 1913 Casas s'exilia a Buenos Aires per evitar el servei militar i anar a la Guerra del Marroc, i no retorna a Barcelona fins a l'any 1918. La ciutat que Gabriel Casas retroba està en plena transformació i havia esdevingut el refugi d'artistes de l'avantguarda internacional com ara Francis Picabia, Albert Gleizes, Otho Lloyd, Arthur Cravan o Robert i Sonia Delaunay, que van arribar fugint de la Primera Guerra Mundial. És en aquest moment que Casas s'independitza i comença a compaginar el treball a l'estudi amb la fotografia d'informació, tot especialitzant-se en fotografia esportiva. Els esports, molt associats a la vida moderna, havien esdevingut un espectacle de masses i ocupaven moltes pàgines als diaris i revistes.

### Nova visió
Gabriel Casas va ser un dels primers fotògrafs espanyols que va fer servir el llenguatge de la Nova Visió i els recursos estètics que havia descrit Moholy-Nagy als seus textos. Durant aquest període va utilitzar els picats, contrapicats, sobreimpressions, descentraments de l'eix de simetria i fragmentacions, per crear un llenguatge que es diferenciava molt de la producció d'altres fotògrafs del moment.
Arran la gran crisi de 1929, les societats occidentals es trobaven molt empobrides. La premsa comença a posar atenció als temes socials i Casas va contribuir a denunciar i donar visibilitat a les desigualtats i a crear un imaginari de les classes desfavorides de la Barcelona de 1930. Però també s'interessa pel retrat, igual com la majoria dels fotògrafs professionals. La seva activitat com a fotògraf de premsa li va permetre realitzar nous apropaments en aquest tipus de fotografies i jugar amb una estètica documental, amb el surrealisme i els recursos de la Nova Visió. Va fer fotografies tant de celebritats com de persones anònimes.
A partir de 1931, amb la proclamació de la Segona República, es va iniciar un període de gran efervescència cultural i de canvis socials, així com una important renovació de la producció artística. Aplicant els programes de les avantguardes, els artistes espanyols van revolucionar el disseny gràfic i la publicitat, i van associar la fotografia i la tipografia per crear noves narratives. Fotògrafs com ara Casas, Josep Sala, Pere Català Pic, Compal o Josep Massana van realitzar muntatges fotogràfics per a Myrurgia, Xocolates Juncosa, Joyería Roca, Perfumerías Gal o Cottet, que es van publicar, a les pàgines de revistes com D'Ací i D'Allà, Imatges, Revista Ford, A.C. Documentos de Actividad Contemporánea. El món editorial va tenir una gran expansió i va ajudar que el públic es pogués familiaritzar amb els creadors moderns, tant nacionals com internacionals. Malgrat això, totes aquestes plataformes culturals sorgides durant la segona República van quedar truncades per l'alçament contra el Govern de la República.
Durant la Guerra Civil, Casas treballà com a fotògraf per a la Generalitat de Catalunya, al Departament de Cultura, Economia i al Comissariat de Propaganda. Després de la guerra va ser condemnat a presó i desposseït del permís per exercir com a fotògraf de premsa. Des d'aquest moment es va dedicar a la fotografia industrial, al retrat a la publicitat i la il·lustració.

## Obra
Amb la preparació de l'Exposició Internacional de 1929 es va iniciar a Espanya un període daurat per a la fotografia. En aquella època, a Barcelona, igual com a gran part d'Europa, la fotografia moderna estava vinculada a una nova concepció artística que va promoure la utilització de nous mitjans com el disseny gràfic i la publicitat. En aquest temps, Marinetti i Le Corbusier donen conferències a la ciutat; Salvador Dalí, Lluís Montanyà i Sebastià Gasch publiquen el Manifest Groc i la Galeria Dalmau organitza exposicions d'art modern. En aquest context, Gabriel Casas va ser un dels primers fotògrafs del país que van adoptar el llenguatge de la Nova Visió per crear noves narratives visuals. Les seves fotografies van tenir una gran repercussió i van il·lustrar revistes, llibres i també van ser utilitzades per a la creació de cartells propagandístics. Va renovar la forma de fer informació visual amb la utilització dels fotomuntatges, els punts de vista inusuals, la fragmentació, la magnificació, la repetició d'elements i l'abstracció. Les seves innovadores imatges es van publicar a les revistes més importants de l'època, com ara Barcelona Gráfica, Imatges, D'Ací i D'Allà, entre d'altres. Gabriel Casas va realitzar una enorme producció, de la qual es van poder salvar 20.000 imatges, la resta van ser decomissades el 1939 o es van perdre durant els múltiples trasllats que va patir el seu estudi.
Gabriel Casas va ser un dels primers fotògrafs de l'Estat que van adoptar el llenguatge de la Nova Visió per crear noves narratives visuals, que ell va fer servir per il·lustrar revistes, llibres i també per a la creació de cartells propagandístics. La seva manera d'apropar-se als temes socials i polítics del moment va renovar la informació visual amb la utilització de fotomuntatges, els punts de vista inusuals, la fragmentació, la magnificació, la repetició d'elements i l'abstracció. Les seves innovadores fotografies es van publicar en revistes com Barcelona Gráfica, Imatges, D'Ací i d'Allà, entre d'altres.

## Exposicions
El MNAC preparà una gran exposició retrospectiva pel 2015. Aquesta exposició reuneix unes 120 imatges, la primera monografia que es realitza de l'obra de Gabriel Casas i permet oferir una visió àmplia i contextualitzada d'un dels moments més importants de la seva producció fotogràfica, que va coincidir amb la inauguració de l'Exposició internacional de Barcelona, el 1929, i va durar fins al final de la Guerra Civil espanyola, el 1939. En aquesta època, a Barcelona, com a gran part d'Europa, la fotografia moderna va estar vinculada a una nova concepció artística que va promoure la utilització de nous mitjans com ara el disseny gràfic i la publicitat.
L'exposició es desplegà en una sèrie d'àmbits conceptuals que connecten Gabriel Casas amb la Nova fotografia, amb els temes de la modernitat i amb les preocupacions socials i polítiques del seu temps. A més de les fotografies, l'exposició presenta diferents materials documentals com ara revistes, portades de llibres, cartells o fullets, que van ser els espais que el fotògraf va fer servir habitualment com a plataforma de difusió dels seus treballs.

## Fons personal
El fons Casas s'ha conservat en les diferents seus de l'estudi de l'autor. En primer lloc al carrer Escudillers, 5, després a Zurbano 3, d'aquí al seu domicili privat, i a un magatzem que li va facilitar l'Oficina de Turisme, al carrer Bailén 21,al ser confiscat l'estudi per la FAI. Aquí treballà fins a 1939, quan finalitzada la guerra el substituí pel taller de l'escultor Miquel Paredes al carrer Sant Pere més Alt, 43, i on conservà la resta de l'arxiu després d'haver patit confiscacions i trasllats. Aquest fou el darrer destí fins i tot al traspassar el local a l'artista Robert Llimós. Bona part del fons (la major part de les plaques de vidre conservades), van romandre en aquestes instal·lacions i des d'aquí ingressaren a l'Arxiu Nacional.
Constitueixen el fons més de 20.000 imatges (positius i negatius), part important de tota la producció de l'autor, que han estat conservades per la família així com per l'artista Robert Llimós, el qual va traspassar l'estudi d'en Casas on es trobava instal·lat bona part d'aquest material. La part restant es va perdre durant els diferents trasllats que va patir el fons així com durant la guerra civil i en finalitzar aquesta, quan varen ser decomissades un gran nombre de fotografies.